# NGC 6055
NGC 6055 (другие обозначения — UGC 10191, MCG 3-41-101, ZWG 108.123, DRCG 34-121, PGC 57076) — линзообразная галактика (SB0) в созвездии Геркулес.
Этот объект входит в число перечисленных в оригинальной редакции «Нового общего каталога».